# Dietrich Bräutigam
Dietrich Bräutigam (* 2. Juli 1972 in Rudolstadt) ist ein deutscher Kirchenmusiker und Chorleiter.

## Leben/Ausbildung
Dietrich Bräutigams Interesse für Musik zeigte sich früh, indem er in seiner Heimatstadt Ilmenau im Posaunenchor Trompete spielte, sich dem dortigen Bachchor anschloss und im Orchester seiner dortigen Gemeinde als Cembalist wirkte. Er erhielt beim damaligen Kirchenmusiker der Hochschulstadt am Fuße des Thüringer Waldes, KMD Richard Lah, Klavier- und Orgelunterricht. Bräutigam studierte Kirchenmusik an der Kirchenmusikschule in Berlin, der Hochschule für Musik in Detmold sowie der Evangelischen Hochschule für Kirchenmusik in Halle (Saale). Nach seinem A-Examen war er zehn Jahre Kirchenmusiker an der Evangelischen Stadtkirche Bitterfeld sowie Propsteikantor für den Propstsprengel Halle-Wittenberg. In Meisterkursen bei Eric Ericson (Stockholm), Thomaskantor Georg Christoph Biller (Leipzig) und Morten Schuldt-Jensen (Kopenhagen) bekam er weitere Anregungen für die Chorarbeit. Seit 2011 ist er Kantor der Evangelischen Kirchengemeinde Wetzlar. Er ist Leiter der Kantorei Wetzlar, des Kammerchores am Dom und des Potsdamer Kammerchores BelCantoMusicae e.V.

## Aufführungen (Auszug)
- Matthäus-Passion von Johann Sebastian Bach, 2008 in Bitterfeld und Köthen,[4] 2024 im Dom zu Wetzlar[5]
- Ein deutsches Requiem von Johannes Brahms, 2009[6]
- The Apostles von Edward Elgar, 2012
- A World Requiem von John Foulds, deutsche Erstaufführung unter der Schirmherrschaft von Bundespräsident Joachim Gauck, 2014[7]
- Moses von Max Bruch, 2016
- Luther von Dietrich Lohff, 2017[8]
- Annelies von James Whitbourn, 2017
- Paulus von Felix Mendelssohn Bartholdy, 2018
- Dona nobis pacem von Ralph Vaughan Williams, 2019
- Requiem for the Living von Dan Forrest, 2023